# Artland
Artland Inc. (яп. 株式会社アートランド) — японська аніме-студія, створена у 1978 році.

## Історія
17 березня 2006 року компанія Marvelous Entertainment оголосила, що Artland стане її дочірньою компанією з 3 квітня 2006 року. Згодом Artland перетворилася на кабусікі-ґайся.
15 листопада 2010 року Marvelous Entertainment Inc. оголосила про перетворення анімаційного відділу Artland Inc. в Animation Studio Artland Inc. (яп. 株式会社アニメーションスタジオ・アートランド), що набуло чинності 1 грудня 2010 року. Потім усі акції нової компанії були передані Kuniharu Okano.
У 2015 році Emon, японська філія Haoliners Animation League, купила 51 % акцій компанії, а президент Artland Окано Кунігару володів рештою 49 %, щоб зміцнити ділові та виробничі відносини між двома компаніями. Однак у липні 2017 року стало відомо, що компанія закривається через фінансові борги. Пізніше Окано Куніхару заявив, що «компанія шукала допомоги в реструктуризації», а не в закритті, але в серпні того ж року Emon повідомила, що передала свої акції токійській компанії LEVELS, посилаючись на труднощі з реструктуризацією закордонної анімаційної студії. Повідомляється, що борги Artland виникли через аутсорсинг, який, як було сказано, «становив майже 90 % її виробничих витрат».

## Роботи студії

### Телесеріали
- The Super Dimension Fortress Macross (1982—1983, у співпраці з Studio Nue і Tatsunoko Production)
- Super Dimension Century Orguss (1983—1984, у співпраці з Studio Nue і TMS Entertainment)
- Yugo (2003, 7–13 епізоди)
- Gag Manga Biyori (2005)
- Mushishi (2005—2006)
- We Were There (2006)
- Gag Manga Biyori 2 (2006)
- Happiness! (2006—2007)
- Katekyō Hitman Reborn! (2006—2010)
- Kono Aozora ni Yakusoku wo ~Yōkoso Tsugumi Ryōhe~ (2007)
- Kenkō Zenrakei Suieibu Umishō (2007)
- Gunslinger Girl -Il Teatrino- (2008)
- Hakushaku to Yousei (2008)
- Tytania (2008—2009)
- Demon King Daimao (2010)
- Tantei Opera Milky Holmes 2 (2012, у співпраці з J.C.Staff)
- Tantei Opera Milky Holmes Alternative (2012—2013, у співпраці з J.C. Staff)
- Senran Kagura (2013)
- Mushishi ~Next Passage~ (2014)
- Komori-san Can't Decline (2015)
- Seven Mortal Sins (2017, у співпраці з TNK)

### OVA/ONA/Specials
- Star Cat Fullhouse (1989)
- Blue Flames (1989)
- Koiko's Daily Life (1989)
- Meisō-Ō Border (1991)
- Bubblegum Crash (1991, у співпраці з Artmic[en])
- Genocyber (1994, у співпраці з Artmic)
- Легенда про героїв Галактики (1996—1997, епізоди 88, 91, 94, 97, 103 і 109)
- Gall Force: The Revolution (1996—1997)
- Legend of the Galactic Heroes: A Hundred Billion Stars, A Hundred Billion Lights (1998, епізоди 9–12, 16 і 21–23)
- Legend of the Galactic Heroes: Spiral Labyrinth (2000, епізоди 15, 18 і 24–26)
- Gunslinger Girl -Il Teatrino- (2008)
- Mushishi: The Shadow That Devours the Sun (2014)
- Mushishi: Path of Thorns (2014)

### Повнометражні фільми
- Megazone 23 Part I (1985, у співпраці з AIC)
- Megazone 23 Part II (1986, у співпраці з AIC)
- Legend of the Galactic Heroes: My Conquest is the Sea of Stars (1988, у співпраці з Madhouse)
- Mushishi: Bell Droplets (2015)